# Lifestories
Lifestories é um drama médico exibido originalmente pela rede de televisão estadunidense NBC.
Lifestories foi uma tentativa de produzir e exibir um drama médico realístico, tentando responder perguntas como: "O que acontece nos 45 minutos após um ataque cardíaco?". O realismo do show acabou por se tornar uma barreira para a audiência, segundo o instituto Nielsen Media Research, a série tinha índices baixíssimos de audiência e foi cancelada com menos de 4 meses no ar.

## Curiosidades
- A série tinha características dos futuros documentários, como a narração feita por Robert Prosky.
- A NBC conseguiria ressuscitar o gênero drama médico em 1994, com a estréia de ER.